# Torre d'Alma
La torre d'Alma è una torre situata nel comune di Castiglione della Pescaia. La sua ubicazione è in località Pian d'Alma, all'estremità nord-occidentale del territorio comunale, lungo la strada statale 322 delle Collacchie poco oltre il quadrivio per Punta Ala e Tirli.

## Storia
La fortificazione fu costruita attorno al X secolo come possedimento dell'Abbazia di Sestinga, che in seguito cedette il complesso ai conti della Gherardesca.
Nel corso del XIV secolo la torre passò alla Repubblica di Siena e, dal 1398 in poi, si ritrovò proprio ai confini tra il Principato di Piombino e il Granducato di Toscana. Pur rimanendo di proprietà privata, vista la variabilità nelle varie epoche dei limiti dei due stati, la fortificazione passava spesso da una giurisdizione all'altra, fino alla sua definitiva annessione al Granducato di Toscana avvenuta nel 1815.

## Descrizione
La torre d'Alma presenta il caratteristico aspetto di casa-torre a pianta quadrangolare con basamento a scarpa; su un lato è addossata ad un edificio di epoca più moderna. Nel complesso, il suo aspetto attuale presenta alcuni originari elementi medievali frammisti a quelli riconducibili ad interventi di ristrutturazione di epoche successive.
Il fabbricato si dispone su 3 livelli al di sopra del piano terra, presenta strutture murarie prevalentemente rivestite in pietra dove si aprono alcune finestre quadrate; in alcuni punti sono presenti alcune caditoie.
La parte alta è coperta da un tetto a 4 spioventi appena pronunciati, rivestito con i classici coppi toscani in terracotta. Sul lato meridionale, opposto a quello dell'edificio addossato, si eleva un piccolo campanile a vela con unica cella campanaria ad arco tondo, alla cui sommità è collocata una croce.